# David Cannadine
David Cannadine (7 de septiembre de 1950 en Birmingham) es profesor universitario y historiador británico. 
Desde 2011, ocupa la cátedra Dodge de Historia de Princeton.

## Biografía
Graduado de las universidades de Cambridge y Oxford, es profesor de la universidad de Princeton. Desde 2014 ha sido editor del Dictionary of National Biography.

### Condecoraciones
- Knight Bachelor (2009)

### Distinciones
- Academia Británica (FBA)[2]
- Royal Society of Literature (FRSL)[3]
- Royal Historical Society (FRHistS)[4]